# Anartodes
Anartodes là một chi bướm đêm thuộc họ Noctuidae.